# 카를 마리아 폰 베버의 주제에 의한 교향적 변용
《카를 마리아 폰 베버의 주제에 의한 교향적 변용》은 파울 힌데미트가 1943년에 작곡한 오케스트라 작품이다.
카를 마리아 폰 베버의 음악을 기반으로 한 작품을 작곡하자는 아이디어는 1940년에 힌데미트에게 처음 제안된 안무가이자 댄서인 레오니드 마신이 발레를 위해 베버의 음악을 편곡해야 한다고 제안했다. 힌데미트가 1940년 3월에 변형 의 1악장과 3악장이 될 두 곡을 피아노로 편곡했을 때(4월의 편지에서 1940년 12월 12일 그는 "밝게 채색되고 조금 더 선명하게" 묘사), 마신은 베버의 보다 엄격한 편곡에 대한 선호를 표명했다. 이것이 프로젝트가 실패한 이유 중 하나였다. 힌데미트는 베버의 음악을 연구한 후 마신의 발레 중 하나를 보고 싫어하여 대신 교향적 변용을 작곡했다.  안단티노와 마쉬는 각각 1943년 6월 8일과 6월 13일에 완성되었으며, 오케스트라 악보의 완성 날짜는 1943년 8월 29일이다.
4 악장으로 구성되어 있다 .
1. 알레그로
2. 스케르초 (Turandot): Moderato – Lively
3. 안단티노
4. 행진곡